# 極真館
極真館（きょくしんかん、英: Kyokushin-kan）は、埼玉県蕨市に総本部道場を置く空手団体。団体名称は一般社団法人 極真空手道連盟 極真館（きょくしんからてどうれんめい きょくしんかん、Kyokushin Karate-do Renmei Kyokushin-kan International Organization Honbu）。極真カラテ創始者である大山倍達の遺志を引き継ぐことを使命として活動している。
2002年に設立され、現在では国内45支部、世界70カ国に190支部を展開している。

## 由緒
時代の風潮に流されることなく、極真会館創始者、大山倍達の武道空手の理念と古流極真精神をあくまでも正しく継承し、広く普及して、発展させていくことを使命として、極真カラテ諸派の中では、唯一、手技による顔面攻撃を認めたルールで試合を行っている団体である。
極真会館の前身であった大山道場時代からの古参で、松井章圭が館長となった極真会館（松井派）の最高顧問・主席師範を務めていた盧山初雄が、2002年12月、大山総裁の残した極真精神継承と遺言に基づき「極真空手道連盟極真館」を設立し、館長に就任。翌2003年1月13日に発足させた空手団体である。大山総裁が遺した公益法人である財団法人極真奨学会を復活させ引き継いでいる。
発足以来、毎年11月には、さいたまスーパーアリーナで全日本空手道選手権大会を開催していたが、2008年6月15日の第6回ウェイト制大会から東京の代々木第二体育館での開催へ変更となった。また、2005年9月10日、11日の2日間に渡り、極真館主催による第1回全世界ウェイト制空手道選手権大会が、モスクワのルジュンキーオリンピック記念体育館に於いて開催された。2006年4月29日の第4回全日本ウェイト制大会において、極真史上初となる手技による顔面攻撃有りのルールに先駆けた「エキシビションマッチ」2試合が特別披露された。2007年4月29日の第5回全日本ウェイト制大会から正式に導入された。

### 役員等
- 会長・盧山初雄
- 館長・岡崎寛人
- 国際本部長・湖山彰夫
- 相談役・横溝玄象
- 相談役/国際委員会特別委員長・ジャック・サンダレスク（故人）
- 国際委員会委員長・ホセ・ミリャン（故人）
- 名誉顧問（特別師範）・孫立（中国武術国際意拳会大成館館長）
- 名誉顧問（特別師範）・倉本成春（脩己會最高師範、倉本塾塾長）
- 名誉顧問・宮畑豊（サンプレイジム会長・故人）
- 特別顧問・佐藤勝昭（佐藤塾塾長）
- 特別顧問・東孝（大道塾初代塾長・故人）
- 特別相談役（特別師範）・熊谷秀之（社会奉仕活動家・東久邇宮記念会顧問）
- 顧問・板垣恵介（漫画家）

## 稽古体系
極真館の稽古体系は、極真空手創始者の大山倍達が築いた本来の実戦空手の復興を第一と考えている。そのため、単に試合に勝つ目的のためだけの固執した稽古をするのではなく、身を守る武道空手として普段の稽古から顔面攻撃に対する意識と対処法、また、空手本来の型の重要性を重んじ、型の分解習得は勿論、棒術、サイ、トンファ、ヌンチャクなどの武器術や部位鍛錬（巻き藁・砂袋などを用いて拳足の鍛錬を行うこと）、そして、中国武術の中でもより実戦的と言われている、意拳（イケン）やその分派の太気拳から這（ハイ）・練（ネリ）などの鍛錬法を取り入れた稽古、その他、より実戦での空手技術の向上を目指すため、空手界の鬼才・倉本成春の指導による裏技を含めた実戦技術なども、普段の稽古に取り入れられている。

## 試合特徴
極真館の全日本選手権大会は、毎年4月に開催されているウェイト制大会と毎年11月に開催される無差別の全日本選手権の2大大会からなっている。2007年4月29日に開催された第5回ウェイト制からウェイト制のみルールが変更され、極真空手史上初となる手技による顔面攻撃フリーとなるウェイト制真剣勝負ルールが導入された。
なお、毎年11月開催の無差別の全日本選手権大会は従来の極真館ルールが適用される。

## 大会ルール

### 無差別級
極真館の無差別級 全日本選手権での試合ルールは、あくまで武道としての空手のあり方を尊重して構成されている。そのため、他の極真団体の試合で見られるような手技による顔面攻撃が無いがゆえの、顔面攻撃に対する間合いを全く無視した接近しての突き合い、押し合い。また、技を出さずに無防備に接近するといった、ただ単に後ろに下がらず前に出ていれば印象的にポイントが稼げるといった戦い方をした場合は全て反則とみなされる。
このルールの確立によって、手技による顔面攻撃を想定した間合いをしっかりと持って戦うことを要求されるため、選手一人一人の個性が生かされるようになった。その結果、間合いを巧みに操作しながら華麗な蹴り技によっての技あり、一本勝ちをする試合が多く見られるようになった。また、このルールによって体力、体重差に関係なく、技を磨き上げた者が平等に勝ち上がるチャンスがめぐってくるのも特徴の一つと言える。
2010年の大会から、各階級の王者同士によって真の王者を決める争覇戦形式に変更となった。

### ウェイト制
極真館の全日本ウェイト制選手権は、極真空手の前身である大山道場への原点回帰を目指し、手技による顔面攻撃を認めた試合形式をとっている。各出場選手には、専用のオープンフィンガー式の拳サポーターと肘サポーターの着用を義務付け、顔面は素面としている。ルールは、正拳、手刀、肘、鉄槌、裏拳など手による顔面攻撃の他、瞬間の掴みによる攻撃、投げ技、掴んでの膝蹴り、肘打ち、突きなども認められている。当初は、寝技及び関節技も認める予定があったようだが、当面は現状のルールが適用されるようである。しかし、現実的にはあくまでアマチュアリズムの試合の中で、このルールに対して多方面から賛否両論の議論が巻き起こっているは事実であり、今後は、いかに安全性を重視した形で、ルールの改正、プロテクターの改良の他、出場選手の事前健康調査及び試合後のケアなどの体勢を整備することが大会を継続、運営をする上で大きな課題でもある。なお、第7回大会（2009年度）から、さらに掴んで崩しての打撃、立ち関節技（「逆技」と呼んでいる）、相手の腕を取って極めながらの打撃などもルールに導入された。まさに立ち技の総合格闘技である。
なお、2016年の大会は、KWUフルコンタクトルールで行われた。

## 全日本選手権大会 歴代入賞者
| 年     | 回     | 階級     | 優勝                                   | 準優勝                               | 3位                                  | 4位                                  |
| ------ | ------ | -------- | -------------------------------------- | ------------------------------------ | ------------------------------------ | ------------------------------------ |
| 2003年 | 第1回  | 無差別   | 市川雅也（奈良）                       | 古賀裕和（川崎元住吉）               | 小林正臣（埼玉）                     | 船先雄（奈良）                       |
| 2004年 | 第2回  | 無差別   | 東海林亮介（城南川崎）                 | S・アブドゥラシドフ（ロシア）        | 藤井脩祐（城南大井町）               | T・ガスタシェフ（ロシア）            |
| 2005年 | 第3回  | 無差別   | 船先雄（奈良）                         | 市川雅也（奈良）                     | 藤井脩祐（城南大井町）               | 水谷玄（城南大井町）                 |
| 2006年 | 第4回  | 無差別   | 藤井脩祐(城南品川支部)                 | 夏原望（城南川崎）                   | 市川雅也（奈良）                     | 岩田学（埼玉）                       |
| 2007年 | 第5回  | 無差別   | 市川雅也（2）                          | 船先雄（奈良）                       | 藤井脩祐（城南大井町）               | スレイマン・コスモフ（ロシア）       |
| 2008年 | 第6回  | 重量級   | 夏原望                                 | 櫻井豊                               | 藤井将貴                             | E.Ebrahimnasiri                      |
| 2008年 | 第6回  | 軽重量級 | 藤井脩祐(城南品川支部)                 | 船先雄                               | 坂田好総                             | 河野高志                             |
| 2008年 | 第6回  | 中量級   | A.Khodadadi                            | 東海林亨介                           | 大橋剛                               | 徳重智                               |
| 2008年 | 第6回  | 軽量級   | 西田健二                               | 中澤公誉                             | 渋谷俊                               | 高山忠士                             |
| 2009年 | 第7回  | 無差別   | 藤井脩祐(城南品川支部)                 | スリマン・コスモフ（ロシア）         | バシール・タトロコフ（ロシア）       | 山田雅則（黒澤道場）                 |
| 2010年 | 第8回  | 重量級   | 藤井将貴                               | 山田雅則                             | 河野高志                             | 松尾勇佑                             |
| 2010年 | 第8回  | 軽重量級 | ニコライ・ヨルゴフ                     | 水谷玄                               | 石田武司                             | 井上雄                               |
| 2010年 | 第8回  | 中量級   | 西田健二                               | 船先雄                               | 若林遼                               | 中道義之                             |
| 2010年 | 第8回  | 軽量級   | 髙橋琢馬                               | 遊佐真介                             | 山下康太朗                           | 勝俣将寿                             |
| 2010年 | 第8回  | 争覇戦   | 西田健二                               | 藤井将貴                             |                                      |                                      |
| 2011年 | 第10回 | -65kg級  | 岩澤寿英                               | 山下康太朗                           | 遊佐真介                             | 萩原翔                               |
| 2011年 | 第10回 | -72kg級  | 森田奈男樹                             | 若林遼                               | デヤン・ブラドコフ                   | 笠井優                               |
| 2011年 | 第10回 | -80kg級  | 坂田好総                               | 石田武司                             | ニコライ・ヨルゴフ                   | 木場真吾                             |
| 2011年 | 第10回 | -89kg級  | マゴメド・ミツァエフ(ロシア)           | アレクサンドル・コマノフ(ブルガリア) | 江田宜明                             | 大橋剛                               |
| 2011年 | 第10回 | 89kg超級 | 藤井脩祐(城南品川支部)                 | フリスト・ジオルギエフ(ブルガリア)   | サイモン・カントウスキー             | アダム・デルジコウスキー(ポーランド) |
| 2011年 | 第10回 | 争覇戦   | 坂田好総                               | 藤井脩祐(城南品川支部)               |                                      |                                      |
| 2012年 | 第9回  | -65kg級  | 山下康太朗                             | 高山忠士                             | 平山拓磨(3位)                        | 石井大祐(3位)                        |
| 2012年 | 第9回  | -72kg級  | 岩澤寿英                               | 森田奈男樹                           | 趙炫植(3位)                          | 若林遼(3位)                          |
| 2012年 | 第9回  | -80kg級  | 舩先雄                                 | 坂田好総                             | 和田龍二(3位)                        | ニコライ・ヨルゴフ(3位)              |
| 2012年 | 第9回  | -89kg級  | 藤井脩祐(城南品川支部)                 | ケンソン・パトリック                 | 河野高志(3位)                        | 木村俊輔(3位)                        |
| 2012年 | 第9回  | 89kg超級 | 藤井将貴(城南品川支部)                 | ピーター・マルティノフ(ブルガリア)   | 櫻井豊                               |                                      |
| 2012年 | 第9回  | 争覇戦   | 藤井脩祐(城南品川支部)                 |                                      |                                      |                                      |
| 2013年 | 第10回 | -65kg級  | 松本充史                               | 髙橋琢馬                             | 黒口貴成(3位)                        | 平山一成(3位)                        |
| 2013年 | 第10回 | -72kg級  | 高山忠士                               | 菊﨑晴大                             | 菊地昇吾(3位)                        | 安部僚将(3位)                        |
| 2013年 | 第10回 | -80kg級  | 若林 遼                                | 森田奈男樹                           | 鈴木彰太                             |                                      |
| 2013年 | 第10回 | -89kg級  | 小暮優志                               | 梶山和真                             | 江田宜明                             |                                      |
| 2013年 | 第10回 | 89kg超級 | 藤井将貴(城南品川支部)                 | フリスト・ゲオルギエフ（ブルガリア） | 上野滋也                             |                                      |
| 2013年 | 第10回 | 争覇戦   | 藤井将貴 (城南品川支部)                |                                      |                                      |                                      |
| 2014年 | 第11回 | -60kg級  | 秋葉尉頼                               |                                      |                                      |                                      |
| 2014年 | 第11回 | -65kg級  | ディラン・ニコルフ（ブルガリア）       | 荒木賢太郎                           |                                      |                                      |
| 2014年 | 第11回 | -72kg級  | ジオルギー・ドイチェフ（ブルガリア）   | 遊佐真介                             |                                      |                                      |
| 2014年 | 第11回 | -80kg級  | マリヤン・マカヒーフ（ブルガリア）     | 遊佐隆介                             |                                      |                                      |
| 2014年 | 第11回 | -89kg級  | アレクサンダー・コマノフ（ブルガリア） |                                      |                                      |                                      |
| 2014年 | 第11回 | 争覇戦   | 藤井将貴 (城南品川支部)                | 小野寺天汰（聖武会館）               | 舩先雄（奈良県北支部）               | 高山忠士（城南川崎支部）             |
| 2015年 | 第12回 | -65kg級  | 遊佐隆介                               |                                      |                                      |                                      |
| 2015年 | 第12回 | -72kg級  | 遊佐真介                               |                                      |                                      |                                      |
| 2015年 | 第12回 | -80kg級  | 水谷玄                                 |                                      |                                      |                                      |
| 2015年 | 第12回 | -89kg級  | 菊地先                                 |                                      |                                      |                                      |
| 2015年 | 第12回 | 89kg超級 | 藤井将貴                               |                                      |                                      |                                      |
| 2015年 | 第12回 | 争覇戦   | 藤井将貴 (城南品川支部)                | ギャリー・クーパー（総本部）         | 高橋元樹（埼玉県西北）               | 石井大祐（福島）                     |
| 2016年 | 第13回 | 無差別   | 藤井将貴 (城南品川支部)                | 古賀裕和（川崎元住吉）               | 宮原穣（KWF極真会館）                | 舩先雄（奈良県北）                   |
| 2017年 | 第14回 | -65kg級  | 高橋元樹                               |                                      |                                      |                                      |
| 2017年 | 第14回 | -75kg級  | 中山正純                               |                                      |                                      |                                      |
| 2017年 | 第14回 | -85kg級  | 上野滋也                               |                                      |                                      |                                      |
| 2017年 | 第14回 | 85kg超級 | 伏見清也                               |                                      |                                      |                                      |
| 2017年 | 第14回 | 無差別   | アーテム・ソロベフ（ロシア）           | 高橋元気（埼玉西北）                 | スタニスラフ・ステパンコフ（ロシア） | 笠井優（士衛塾）                     |

- 第6回大会は、2009年全世界ウェイト制選手権大会（ハンガリー開催）の選考のためウェイト制別にて行われた。
- 第13回大会は、2017年KWU世界空手道選手権大会（極真世界連合主催）の選考のため無差別にて行われた。

## 全世界ウェイト制空手道選手権大会 歴代入賞者
| 年            | 回                      | 階級        | 優勝                         | 準優勝                         | 3位                            | 4位                                |
| ------------- | ----------------------- | ----------- | ---------------------------- | ------------------------------ | ------------------------------ | ---------------------------------- |
| 2005年9月11日 | 第1回(開催地モスクワ)   | 重量級      | セルゲイ・オシポフ（ロシア） | セルゲイ・メルユーク（ロシア） | T・ガスタシェフ（ロシア）      | 藤井脩祐（日本）                   |
| 2005年9月11日 | 第1回(開催地モスクワ)   | 中量級      | S・アブドラシドフ（ロシア）  | セメドフ・ラシム（ロシア）     | ラグティン・ロマン（ロシア）   | ハチャトルヤン・アルセン（ロシア） |
| 2005年9月11日 | 第1回(開催地モスクワ)   | 軽量級      | 松田和也（日本）             | ジャファロフ・エミル（ロシア） | アラカエフ・ロステム（ロシア） | ザティキャン・エドガー（ロシア）   |
| 2009年10月6日 | 第2回(開催地ハンガリー) | 90kg超級    | Gastashev Timur（Russia）    | Vidyulin Andrey（Russia）      | Ibragimov Aleksandr（Russia）  | Tilov Artur（Russia）              |
| 2009年10月6日 | 第2回(開催地ハンガリー) | -90kg以下級 | Mitsaev Magomed（Russia）    | Gorokhov Alexey（Russia）      | Savelyev Dmitry（Russia）      | Paksi Lóránt Levente（Hungary）    |
| 2009年10月6日 | 第2回(開催地ハンガリー) | -80kg以下級 | Erokhin Alexander（Russia）  | Rafayelyan Arayik（Armenia）   | Dzhafarov Emil（Russia）       | Abdurashidov Shamsudin（Russia）   |
| 2009年10月6日 | 第2回(開催地ハンガリー) | -70kg以下級 | Rózsa Gábor（Hungary）       | Khachapuridze Lasha（Georgia） | Petö Krisztián（Hungary）      | Takayoshi Nakazawa（Japan）        |